# Biserica Cuvioasa Paraschiva din Clopotiva

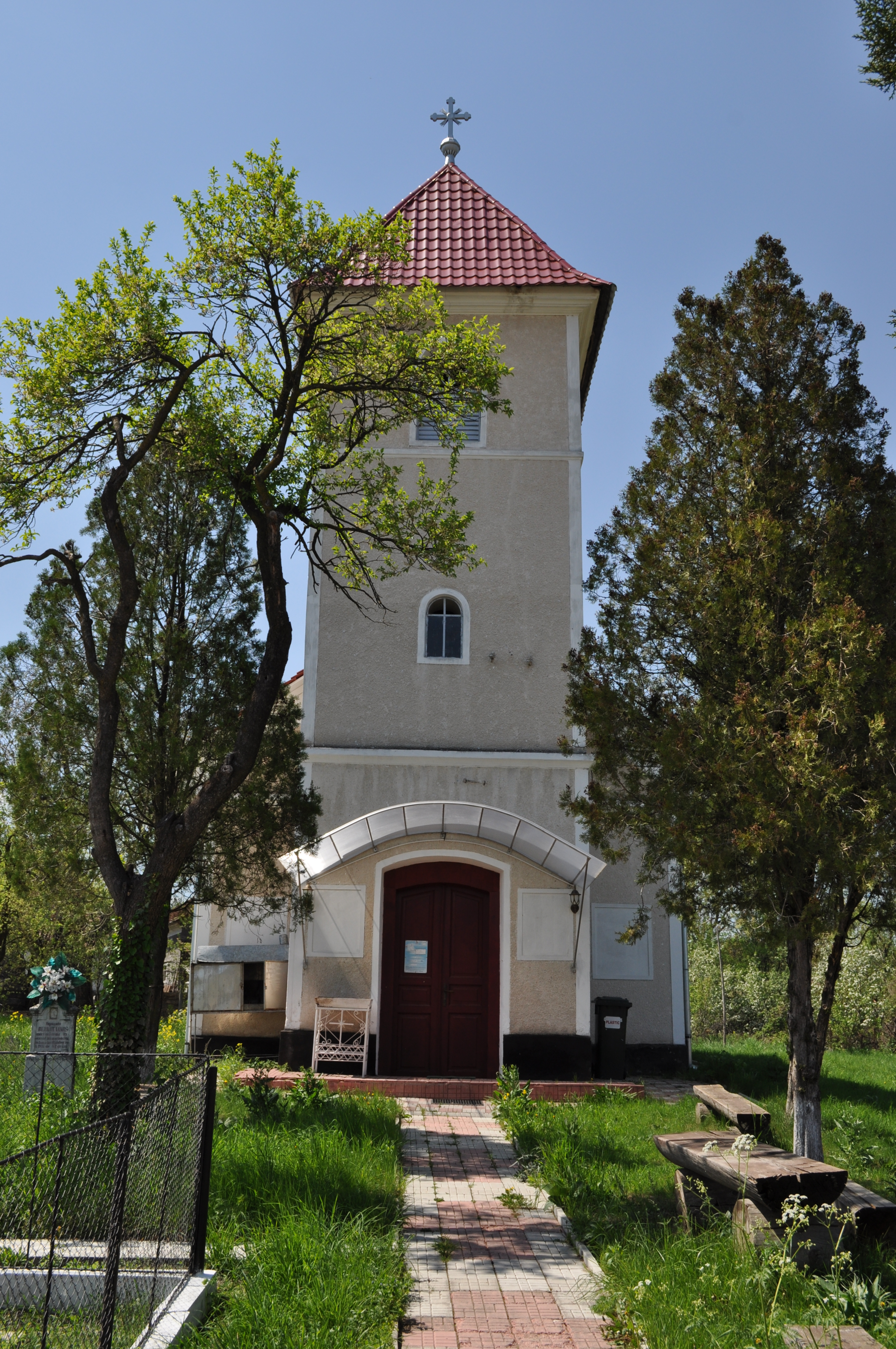
Biserica de zid cu hramul „Cuvioasa Paraschiva” din Clopotiva, comuna Râu de Mori, județul Hunedoara, foto: aprilie 2012.

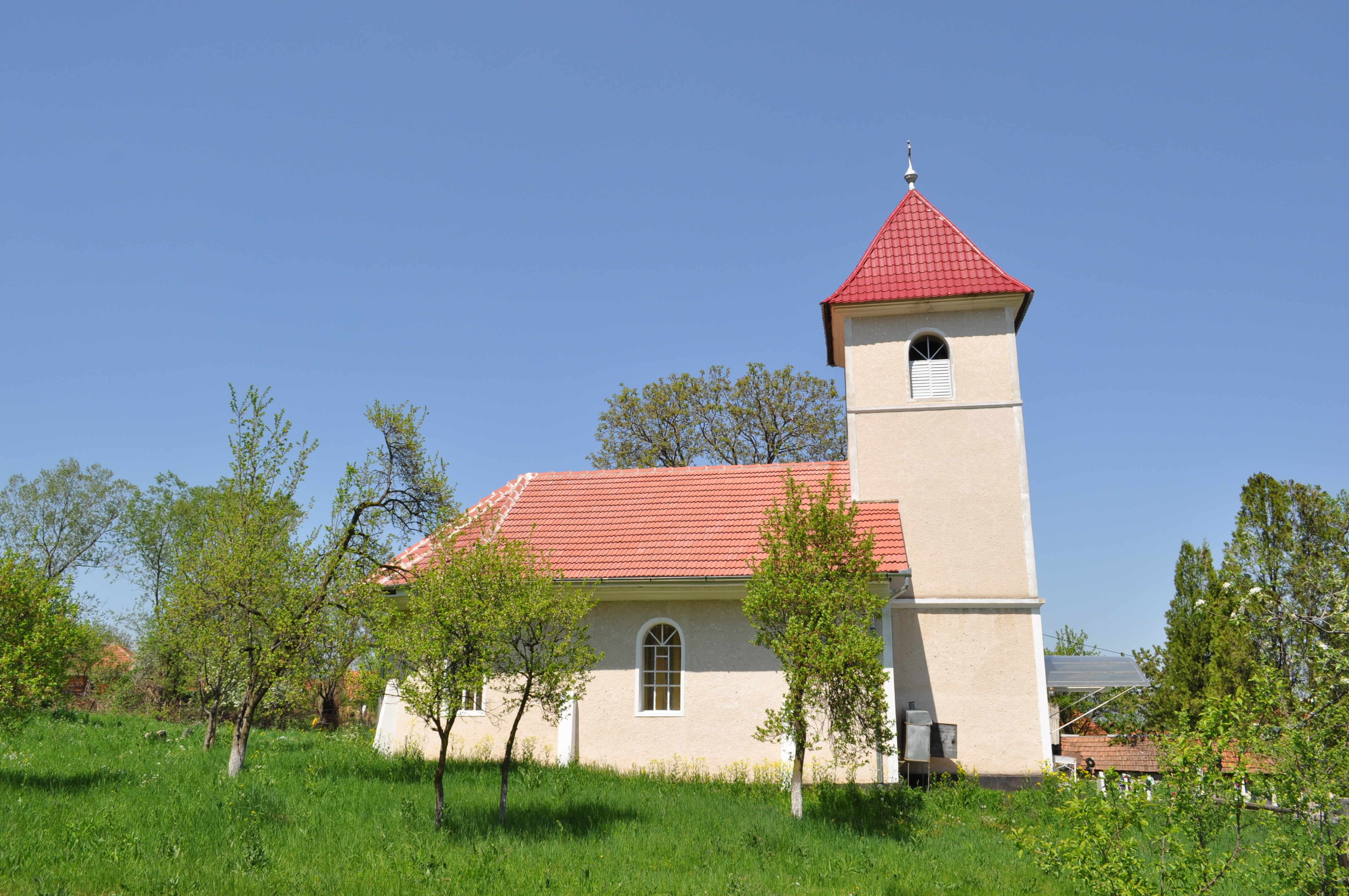
Biserica de zid cu hramul „Cuvioasa Paraschiva” din Clopotiva, comuna Râu de Mori, județul Hunedoara, foto: aprilie 2012.

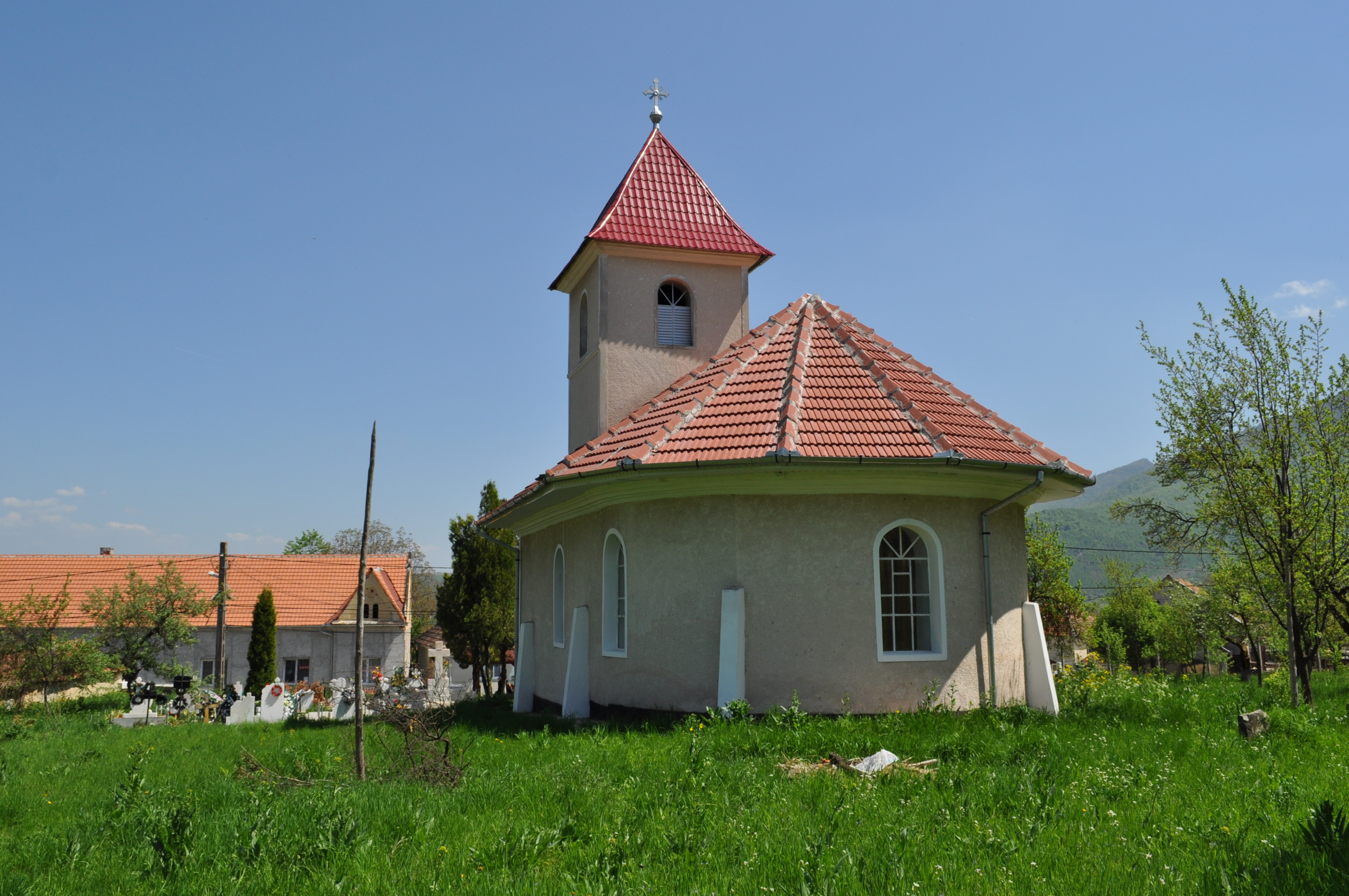
Biserica (est)

Biserica de zid cu hramul „Cuvioasa Paraschiva” din Clopotiva, comuna Râu de Mori, județul Hunedoara a fost construită în 1880. Biserica se află pe noua listă a monumentelor istorice sub codul LMI:  HD-II-m-B-03298.

## Istoric și trăsături
În mijlocul satului Clopotiva se înalță astăzi, la mică distanță una de cealaltă, două biserici de zid, succesoarele unei ctitorii medievale din piatră, răpită de calvini în a doua jumătate a secolului al XVI-lea. În acel lăcaș de cult va fi slujit însuși Zampa, preotul menționat ca făcând parte din scaunul de judecată întrunit la Hațeg, în ziua de 2 iunie 1360: "Petrus archydiaconus de Oztro, Zampa de Clopotiva, Balk de Possana, Dalk de Domsus et Dragomyr de Tusta, ecclesiarum sacerdotes Olachales". Începuturile sfântului lăcaș se pierd în negurile istoriei. Cnejii Neagomir și Litovoi (Litinoia), contemporanii lui Zampa, sunt considerați potențialii săi ctitori. În 1711, ca urmare a unei ample renovări, vechiului nucleu al bisericii i-au fost adosate turnul-clopotniță și tinda. La mijlocul secolului al XVI-lea, odată cu îmbrățișarea ideilor Reformei de către nobilimea locală, sfântul lăcaș a fost înstrăinat, realitate sugerată de văruirea frescelor interioare. Totuși, prin înțelegeri exprese, divergențele dintre ortodocși (ulterior uniți) și calvini au fost evitate, biserica deservind, alternativ, până în anul 1759, când a avut loc cunoscuta vizită canonică a ierarhului unit Petru Pavel Aron, atât "nemeșimea" maghiară, cât și obștea sătească românească; după această dată a trecut definitiv în folosința reformaților , fiind menționată, ca atare, pe harta iosefină a Transilvaniei (1769-1773)  și în tabelele conscripției din anii 1829-1831; recensămintele ecleziastice din 1733, 1750  și 1761-1762 o atestaseră ca fiind unită. Cu timpul, împuținându-se credincioșii reformați, lăcașul s-a degradat iremediabil, fiind, în cele din urmă, dezafectat cultului; în anul 1860, când a fost dărâmat, de sub stratul de var au apărut fragmente ale valoroaselor fresce ortodoxe de odinioară.
Cu materialul recuperat de la biserica veche a fost ridicat, în anul 1880, un nou lăcaș de cult reformat, asemănător din punct de vedere planimetric: absidă semicirculară nedecroșată, navă dreptunghiulară, cosolidată prin patru contraforți scunzi, și un turn-clopotniță etajat, cu un coif piramidal, învelit în tablă (la acoperișul propriu-zis s-a utilizat țigla), ridicat deasupra unicei intrări răsăritene. Într-adevăr, edificiul prezintă o orientare inversată, prin amplasarea altarului spre vest. Lăcașul, trecut în 1957 în patrimoniul Bisericii Ortodoxe, a fost renovat în anii 1979, 1984, 2008-2009. Închinat în prezent "Sfintei Cuvioase Parascheva" , edificiul figurează pe lista monumentelor istorice românești (HD-II-m-B-03298).

## Imagini

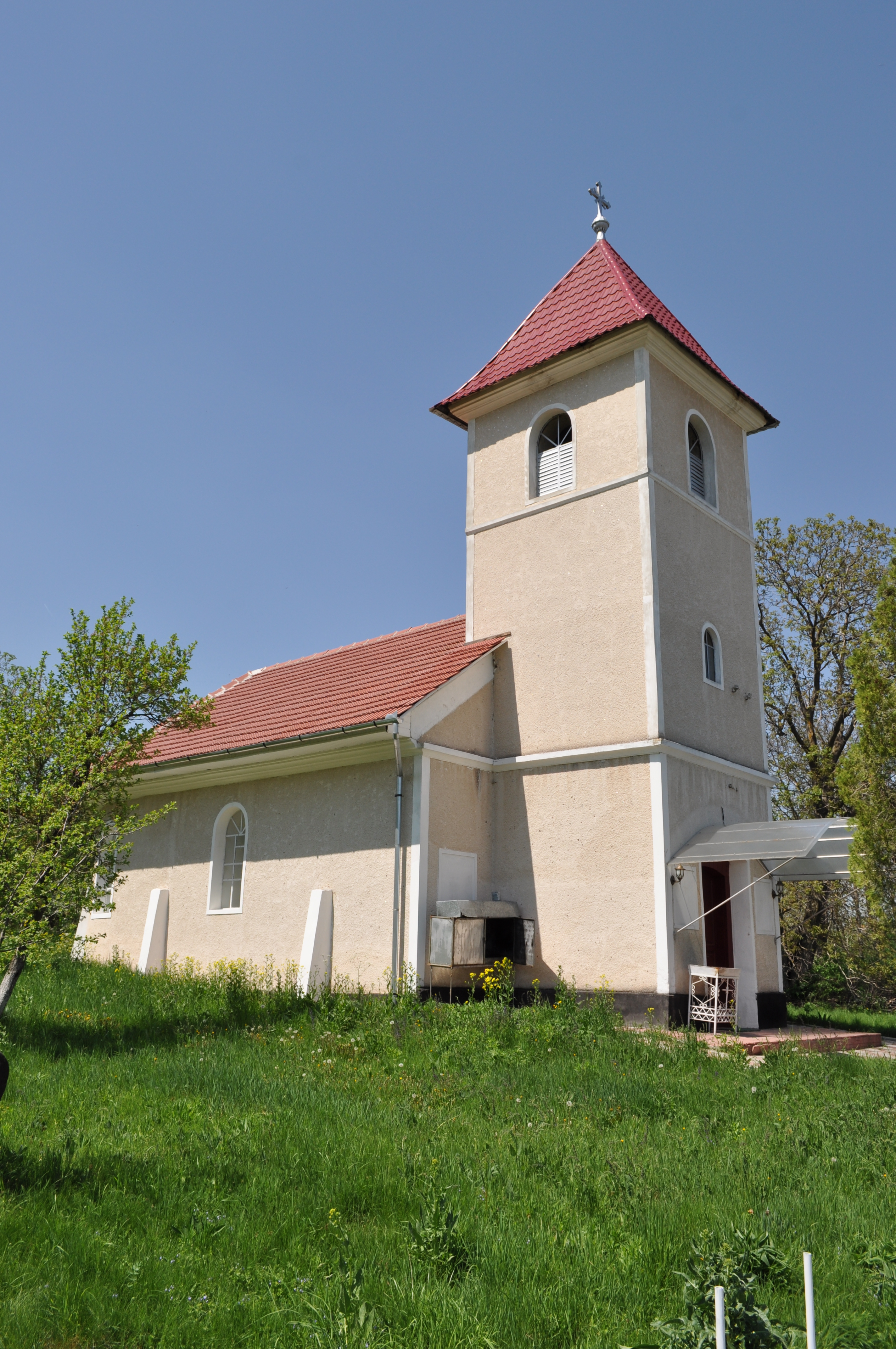
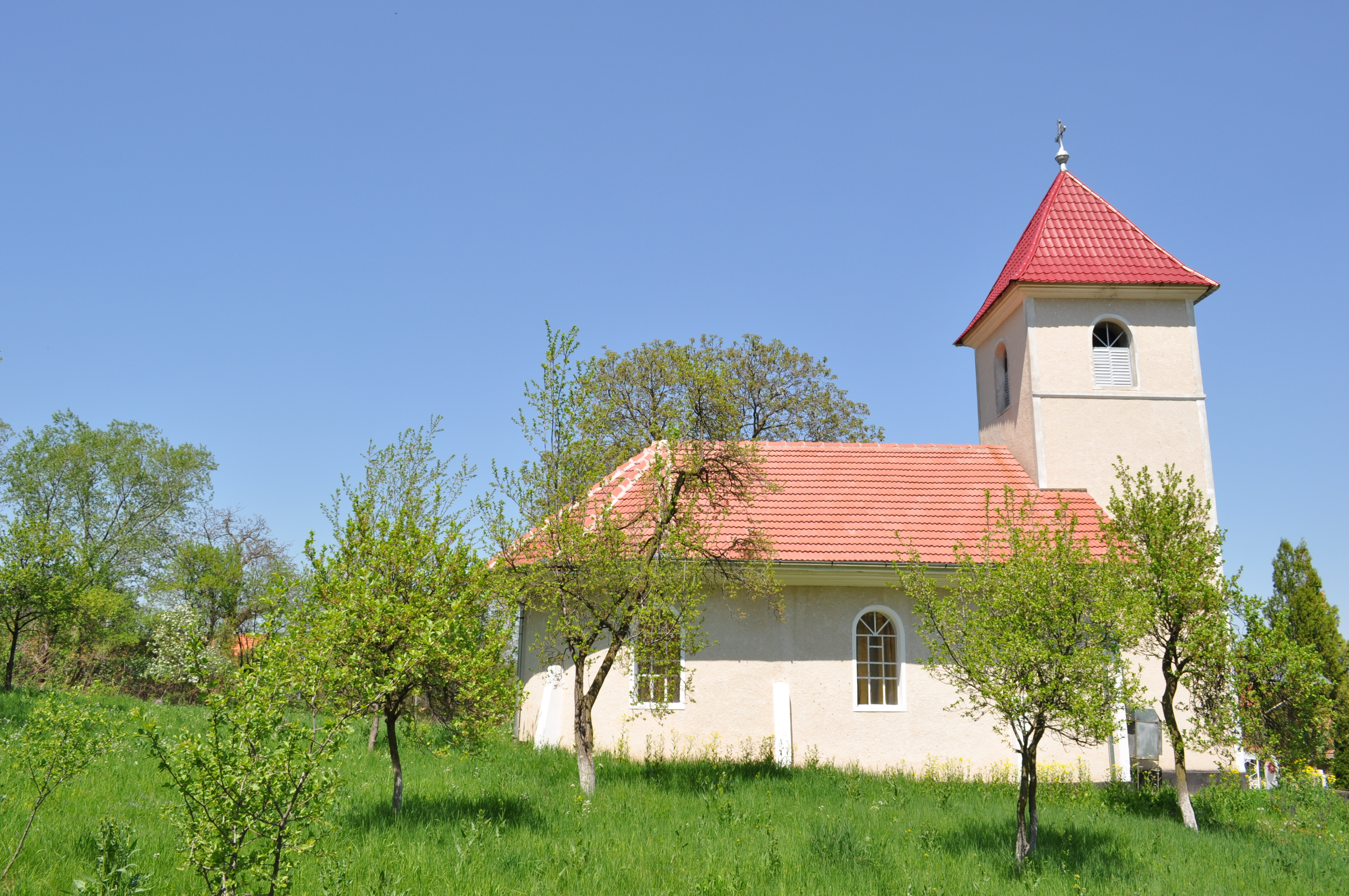
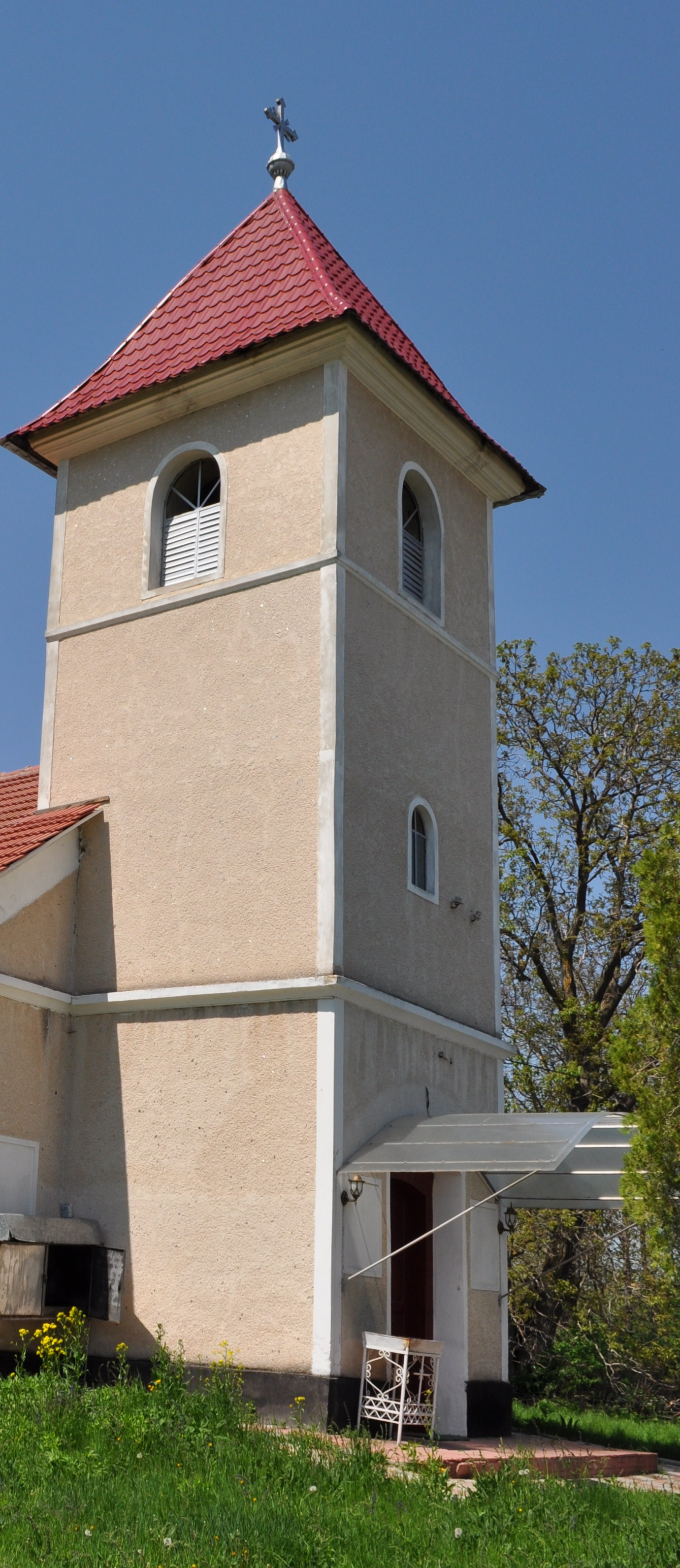